# Journal of Chemometrics
Journal of Chemometrics is een internationaal, aan collegiale toetsing onderworpen wetenschappelijk tijdschrift op het gebied van de chemometrie. De naam wordt in literatuurverwijzingen meestal afgekort tot J. Chemometr. Het wordt uitgegeven door John Wiley & Sons namens de Chemometrics Society en verschijnt tweemaandelijks. Het eerste nummer verscheen in 1987.